# Tun Veli
Koordinati:   44°11′01″N, 14°55′36″E
Tun Veli je otok v zadarskem arhipelagu. Površina otoka je 2,21 km². Dolžina obale meri 8,406 km.Najvišji vrh je visok 126 mnm. Leži jugovzhodno od  otoka Molat. Na rtu, ki leži na severozahodu otoka je postavljen svetilnik, ki označuje prehod med sosednjim otočkom Tun Mali. Ta morski preliv je eden od sedmih prelivov v tem delu morja, ki imajo skupno ime Sedmovraće.
Iz pomorske karte je razvidno, da setilnik oddaja svetlobni signal:BZ Bl 3s. Nazivni domet svetilnika je 7 milj.